# El tren de les 3:10 (pel·lícula de 2007)
El tren de les 3:10 o El tren de les tres i deu (títol original en anglès 3:10 to Yuma) és una pel·lícula estatunidenca dirigida l'any 2007 per James Mangold. Es tracta d'un remake del western homònim de l'any 1957 i dirigit per Delmer Daves. Basada en una història d'Elmore Leonard, és protagonitzada per Russell Crowe i Christian Bale, amb Peter Fonda i Alan Tudyk entre altres intèrprets. Aquesta pel·lícula ha estat doblada al català.

## Argument
Dan Evans (Christian Bale), un ranxer empobrit i veterà de la Guerra civil dels Estats Units, s'ofereix voluntari per 200 $ per transportar el perillós lladre i assassí Ben Wade (Russell Crowe) a l'estació de tren de Contention City (Arizona), perquè agafi el tren de les tres i deu amb destinació a Yuma, on li esperen la presó i la forca.
Tanmateix, durant el viatge sofreixen algunes importants baixes, a més de la persecució constant per part de la banda de Wade. Quan ja no queda esperança, i tothom es fa enrere, Evans és l'únic valent que s'atreveix a portar Wade a l'estació, encara sabent que la banda d'aquest l'està esperant, per guanyar-se el respecte del seu fill i redimir-se als seus propis ulls.

## Anàlisi
Al costat de les apreciables Jubal (1956) i Cowboy (1958), El tren de les 3.10 compon el tercet de westerns que Daves va rodar gairebé consecutivament per a la Columbia amb Glenn Ford com a protagonista, i és sens dubte el millor dels tres. Es tracta d'una obra tensa, atmosfèrica, complexa en el dibuix dels personatges i la vocació minimalista del qual contribueix a realçar el seu vessant abstracte. Mangold ha promogut posada al dia estilística de l'antiga proposta, però evitant extraviar la càrrega de profunditat moral de la història.
Aquesta versió dura mitja hora més. El trajecte dels principals personatges entre les poblacions de Bisbee i Contention amb prou feines estava esbossat a l'original, i que el seu major desenvolupament serveix per començar a establir les bases de la futura complicitat entre el
bandoler Ben Wade i el seu escorta Dan Evans. En aquesta versió actual retrobem la mateixa inclinació per l'ambigüitat moral, la mateixa densitat psicològica, la mateixa comprensió progressiva entre l'antiheroi vocacional i l'heroi més o menys accidental.
El film suggereix que la frontera que delimita el bé i el mal no sempre resulta diàfana, que les circumstàncies prenen lloc sovint a l'ètica, que aquesta reneix de vegades a cop de pura necessitat, i que el vell i llunyà oest era un territori corrupte que no mereix la idealització.	

## Repartiment
- Russell Crowe: Ben Wade
- Christian Bale: Dan Evans
- Logan Lerman: William Evans
- Ben Foster: Charlie Prince
- Peter Fonda: Byron McElroy
- Dallas Roberts: Grayson Butterfield
- Alan Tudyk: Doc Potter
- Vinessa Shaw: Emmy
- Kevin Durand: Tucker
- Luce Rains: Marshal Weathers
- Gretchen Mol: Alice Evans
- Luke Wilson: Zeke
- Dorothy Adams com Mrs. Potter